# Den standhaftige tinsoldat (Der var engang...)
 For alternative betydninger, se Den standhaftige tinsoldat. (Se også artikler, som begynder med Den standhaftige tinsoldat)
Den standhaftige tinsoldat er en tegnefilm i serien Der var engang... (eng. titel The Fairytaler), der blev udsendt i forbindelse med H.C. Andersens 200 års fødselsdag i 2005.
Danske Stemmer:
- H.C. Andersen Henrik Koefoed
- Henrik Christian Damgaard
- Danserinde Line Kruse
- Trold Ole Ernst
- Thomas Andreas Jessen
- Lise Amanda Brunchmann
- Tjenstepige Kirsten Lehfeldt
- Fisker Lasse Lunderskov
- Fiskerkone Malene Schwartz
- Officer Søren Hauch-Fausbøll
- Søren Laus Høybye
- Arnold Joachim Helvang
- Elmer Rasmus Albeck

Øvrige stemmer:
- Tammi Øst
- Laus Høybye
- Søren Madsen
- Dick Kaysø
- Carsten Bjørnlund
- Flemming Quist Møller
- Steffen Addington

Bagom:
- Instruktør: Jørgen Lerdam
- Original musik af: Gregory Magee
- Hovedforfatter: Gareth Williams
- Manuskriptredaktører: Linda O' Sullivan, Cecilie Olrik
- Oversættelse: Jakob Eriksen
- Lydstudie: Nordisk Film Audio
- Stemmeinstruktør: Steffen Addington
- Animation produceret af: A. Film A/S
- Animationsstudie: Wang Film Production

En co-produktion mellem
Egmont Imagination, A. Film & Magma Film
I samarbejde med:
Super RTL & DR TV